# Ngày Quốc tế chống lạm dụng và buôn bán trái phép ma túy
Ngày Quốc tế chống lạm dụng và buôn bán trái phép ma túy hay Ngày Quốc tế phòng chống ma túy, Ngày thế giới phòng, chống ma tuý là một ngày kỷ niệm được Liên Hợp Quốc chọn để tôn vinh hoạt động phòng chống ma tuý, diễn ra vào ngày 26 tháng 6, được thông qua bởi nghị quyết số 42/112 vào ngày 7 tháng 12 năm 1987.
Ngày 26 tháng 6 được chọn để kỷ niệm việc Lâm Tắc Từ tịch thu và đốt cháy số thuốc phiện của thương nhân Anh đưa vào Trung Quốc tại Hổ Môn, Quảng Đông vào tháng 6 năm 1839.
Tại Việt Nam theo Quyết định số 93/2001/QĐ-TTg ngày 13/6/2001 của Thủ tướng Chính phủ cũng lấy tháng 6 là “Tháng hành động phòng, chống ma túy” và ngày 26/6 là “Ngày toàn dân phòng, chống ma túy”